# Bryconamericus motatanensis
Bryconamericus motatanensis är en fiskart som beskrevs av Schultz, 1944. Bryconamericus motatanensis ingår i släktet Bryconamericus och familjen Characidae. Inga underarter finns listade.